# Fredrik av Hessen-Eschwege
Fredrik, lantgreve av Hessen-Eschwege  född 9 maj 1617 i Kassel och död 24 september 1655 nära Posen. J
Fredrik var son till lantgreve Moritz av Hessen-Kassel och grevinnan Juliana av Nassau-Siegen. Han gifte sig den 6 september 1646 i Stockholm med Eleonora Katarina av Pfalz, kusin till Sveriges drottning Kristina och syster till den blivande kung Karl X Gustav. Han skulle delta i svågerns polska krig.
Fredrik blev ihjälskjuten 1655 när han efter en jakt red in i staden Kościan som hade intagits av polska upprorsmän. Hans lik blev plundrat och blev slängd naken i en sjö där det senare hittades.
En straffexpedition skickades till Koscian och minst 300 blev dödade och staden brändes ner. Av stadens cirka 318 hus fanns enbart 90 kvar efteråt.

## Barn
1. Margarete (1647)
2. Christine (1649-1702), gm Ferdinand Albrekt I av Braunschweig-Wolfenbüttel-Bevern (1636-1687)
3. Elisabeth (1650)
4. Juliana (1652-1693)
5. Charlotte (1653-1708), gm 1: August av Sachsen-Weissenfels (1650-1674), gm 2: greve Johann Adolf av Bentheim-Tecklenburg (1637-1704)
6. Friedrich (1654-1655)